# Сага о Вешцу
Сага о вешцу (пољ. Saga o wiedźminie), дело пољског писца Анджеја Сапковског, фантастични је серијал Приповетки и романа о вешцу Гералту од Ривије. У књигама Саповског, "Вешци" су ловци на чудовишта који (кроз специјални тренинг и модификацију тела) развијају натприродне способности у младости да би се борили против смртоносних чудовишта. Књиге су адаптиране у филм и серију, серијал видео игара, као и серијал графичких романа. Серијал романа (не рачунајући приповетке) назива се Сага о Вешцу (пољ. Saga o wiedźminie). Приповетке и романи Вештац преведени су на више језика и уживају култни статус. Првих 7 књига (укључујући и две књиге приповедака) преведено је на српски језик у издаваштву Чаробне књиге.

## Књиге
Приповетке серијала Вештац први пут су објављене у пољском часопису фантастике и начне-фантастике Fantastyka. Прва приповетка, Wiedźmin ("Вештац") (1986), написана је за такмичење које је организовао часопис, где је освојила треће место. Прве четири приче о вешцу Гералту и прича Droga, z której się nie wraca ("Пут без повратка"), са догађајима у истом свету, али десетине година пре прича о вешцу, првобитно су биле укључене у колекцију приповетки по називу Wiedźmin, објављене 1990 године (сада ван штампе и застареле; свих петнаест приповетки су касније објављене у три књиге у издаваштву superNOWA).
Друга објављена збирка приповедака добила је назив Miecz przeznaczenia ("Мач Судбине"). Иако је "Последња жеља" објављена након "Мача Судбине", она је садржала све приповетке из "Вешца", изузев приповетке "Пут без повратка", као и нове приповетке које су се хронолошки догодиле пре "Мача Судбине". Због тога је Вештац био замењен "Последњом жељом".
Приповетке "Пут без повратка" и Coś się kończy, coś się zaczyna ("Нешто се завршава, нешто почиње") су касније додате у збирку приповедака Coś się kończy, coś się zaczyna ("Нешто се завршава, нешто почиње"). Приповетка "Нешто се завршава, нешто почиње" представља алтернативни крај саге о Вешцу и описује венчање Гералта и Јенефер. Сапковски је ову приповетку написао као свадбени поклон пријатељу. Остале приповетке из ове збирке су неповезане са серијалом "Вештац". У неким пољским издањима приповетке "Пут без повратка" и "Нешто се завршава, нешто почиње" су додате у "Последњу жељу" или "Мач судбине".

### Приче о вешцу
- Miecz Przeznaczenia (Мач судбине) (1992)
- Ostatnie życzenie (Последња жеља) (1993)

### Сага о вешцу
Сага се фокусира на причу о Гералту од Ривије и Цири, дете судбине. Цири, принцеза недавно освојене земље и кључни пион међународне политике, постаје ученик вештаца. Гералт је увучен у вир догађаја у својим покушајима да ју заштити.
- Krew elfów (Крв вилењака) (1994)
- Czas pogardy (Време презира) (1995)
- Chrzest ognia (Ватрено крштење) (1996)
- Wieża Jaskółki (Ластавичја кула) (1997)
- Pani Jeziora (Господарица језера) (1999)
- Sezon burz (Сезона олуја) (2013)

### Остале антологије
- Coś się kończy, coś się zaczyna (Нешто завршава, нешто почиње) (2000)
- Пољска књига чудовишта (2010)

## Поставка

### Позадина
Дешавања из приповедака о Вешцу се одвијају на Континенту, који су насељавали гноми и патуљци. Неколико хиљада година пре догађаја "Вешца" су се населили вилењаци преко мора. Након ратног периода између вилењака и патуљака, патуљци су приморани да се повуку у планине, а вилењаци су се проширили у равнице и шуме. Људске колоније су се тек појавиле око петсто година пре догађаја из приповедака и изазвале су више ратова. Људске снаге су се показале најмоћнијим и доминантним; све нељудске расе су сада сматране друго-класним грађанима. Неке су живеле углавном у мањим гетоима у људским насељима, док су остале живеле у дивљинама којима људи још увек нису владали. Остале расе Континента су: полутани, дријаде, вукодлаци и вампири. Они и остала магична створења су се појавили након магичног догађаја који се назива Коњукцијом сфера.

### Главни ликови
- Гералт од Ривије (пољ. Geralt z Rivii), такође познат као Gwynnbleid (Древни говор: Бели Вук) и Месар из Блавикена, представља протагонисту серијала и свих адаптација. Он је вештац који путује Контитентом и зарађује за живот тако што убија чудовишта.
- Јенефер од Венгербурга (пољ. Yennefer z Vengerbergu), чаробница која се први пут појавила у колекцији кратких прича, Последња жеља као један од главних ликова истоимене приче. Наставила је да се појављује у разним другим причама као један од главних ликова и представљена је као „партнерка” Гералту.
- Цирила Фиона Елен Рианон (скраћено Цири, од имена древног језика Zireaelшто значи Ластавица), такође позната као Лавић од Цинтре и Госпа од времена и простора, је принцеза од Цинтре, ћерка Павете и Дунија и унука краљице Цинтре. Она је такође усвојена ћерка Гералта и Јенефер око које се већи део радње одвија. Цири је потомак Ларе Дорен и има у себи Древну крв која јој омогућава да путује кроз простор и време. Цири има пепељасто сиву косу и зелене очи, карактеристика која се јавља у њеној породици.
- Маслачак (пољ. Jaskier је песник, минстрел, бард и Гералтов најбољи пријатељ. Његове од познатијих балада су о љубави Герлата и Јенефер. При завршетку саге он је у својим четрдесетим годинама, иако га већина ликова сматра да је у својим тридесетим или га мешају за Вилењака. Он је чест пратилац пустоловина Гералта и на крају се прикључује његовој дружини у потрази за Цири.
- Трис Мериголд од Марибора је чаробница која је пријатељица Гералта и Јенифер. У саги је она као старија сестра Цири. Трис је заљубљена у Гералта и са њим је имала афере.

### Географија
Сапковски није лично направио ни једну мапу универзума који је створио, али постоји неколико мапа које су направили фанови. Писац каже да су постојеће мапе "већински прецизне" и користи верзију коју је направио чешки преводилац Станислав Комарек. CD Projekt је уз консултације са Сапковским такође креирао мапу за видео игру The Witcher.
Континент је издељен на четири региона. Северна Краљевства (у којима се одвија већина догађаја саге о Вешцу) се састоје од Едрина, Цидариса, Цинтре, Лиге Хенгфорса, Кедвина, Керака, Ковира и Повиса, Лирије и Ривије, Реданије, Темерије и Вердена и још неколико мањих војводстава и кнежевина попут Бремерворда и Еландера. Империја Нилфгард заузима територију јужно од Северних Краљевстава. Исток континента, попут пустиње Корат, Зериканије, Хакланда и Пламене Планине, је већином неистражен. У књигама се помињу прекоморске земље попут Зангвебара, Офира, Хануа и Барсе, с којима Северна Краљевства тргују.

### Језик
Сапковски је направио посебан језик за серијал, по називу Говор Древних (енгл. Elder Speech) Zasnovan je na енглеском, француском, велшком, ирском, латинском и другим језицима.

### Превод
Приповетке и романи преведени су на чешки, португалски, немачки, руски, литвански, естонски, фински, француски, шпански, италијански, бугарски, украјински, српски, шведски, мађарски, холандски i кинески језик. На српском језику је превела Весна Милутиновић-Ђурић у издању Чаробне књиге.

## Адаптације

### Стрипови
Сапковскова прича о Вешцу је такође имала стрип адаптацију. Шест стрипова је објављено између 1993. и 1995. Писац сценарија стрипова је био Масиеј Паровски уз надзор Сапковског, а Богуслав Полч је био цртач.
Стрипови:
- Droga, z której się nie wraca ("Пут без повратка") - заснован на истоименој приповеци
- Geralt ("Гералт") - заснован на приповеци "Вештац"
- Mniejsze zło ("Мање зло")
- Ostatnie życzenie ("Последња жеља")
- Granica możliwości ("Граница моћи") - заснован на истоименој приповеци
- Zdrada ("Издаја") - заснован на неискоришћеној идеји за приповетку

Једанаестог октобра 2013. године Dark Horse Comics су најавили серију стрипова под називом The Witcher ("Вештац"), заснованом на серији видео игара. Стрипови су направљени у сарадњи са CD Projekt RED-ом. Први серијал стрипа се звао The Witcher: House of Glass ("Вештац: кућа стакла") и објављен је у септембру 2014. године. Други серијал стрипа The Witcher: Fox Children ("Вештац: деца лисице") је објављен 2015. године.

### Филм и телевизија
Филм о Вешцу (2001) и ТВ серија (2002) су имале назив The Hexer ("Хексер", Hexer - на немачком вештац). И филм и серију је режирао Марек Бродски, а Михал Жебровски је играо улогу Гералта у оба. У више интервјуа, Сапковски критикује ове медијске адаптације и каже: "Мој одговор је само једна реч, срамотна, али кратка реч.". Планирана је америчка филмска адаптација књига за 2017. годину.

### Игре

#### Стоне игре
MAG је 2001. године објавио стону игру Wiedźmin: Gra Wyobraźni ("Вештац: игра маште") засновану на Сапковсковим књигама. R. Talsorian Games планира да објави још једну стону игру о Вешцу до краја 2016. године, али засновану на видео играма истог серијала.

#### Видео игре
Metropolis Software из Пољске је развијао видео игру о Вешцу током 1996. и 1997. године, али је она била отказана. Директор ове игре био је Adrian Chmielar који је и предложио превод "The Witcher" ("Вештац") као назив игре. Према Chmielar-u, игра би била 3D акциона авантура са елементима "role-playing" игара попут моралних избора и experience points (искуствених поена).
Пољски развијач видео игара CD Projekt RED је 2007. године избацио The Witcher ("Вештац"), role-playing игру засновану на Сапковсковој саги. У Европи игра је избачена 26. октобра, а 30. октобра у Америци. Игра је доступна на Windows и OS X платформама. CD Projekt RED је објавио игру у Пољској, док је за глобалну објаву био задужен Atari. Постојали су планови верзије игре за конзоле 2009. године под називом The Witcher: Rise of the White Wolf ("Вештац: успон белог вука"). Ова верзија би имала исту причу, али би користила другачији engine (језгро игре) и борилачки систем. Развој игре је био прекинут током пролећа исте године.
Компанија Breakpoint је 2007. године направила мобилну игру The Witcher: Crimson Trail ("Вештац: траг крви"). Лиценцу за видео игру о вешцу су добили од CD Projekt-а. У главној улози ове игре је млади Гералт који је управо прошао неопходан тренинг да би постао вештац.
У 2008. години је објављена игра заснована на Flash-u - The Witcher: Versus. One2tribe су радили на развоју игре за CD Projekt RED. У овој онлајн игри играчи су бирали једну од три класе и изазивали су друге играче на битку. Игра тренутно није доступна.
The Witcher 2: Assasins of Kings ("Вештац 2: убице краљева") представља наставак CD Projekt RED серије видео игара о вешцу. Подаци о развоју игре су процурели на Интернет 16. септембра 2009. године. CD Projekt RED су у наредна два дана потврдили ту чињеницу. Игру је у Пољској објавио CD Projekt RED, у Европи Namco Bandai, а у Америци Atari. The Witcher 2: Assasins of Kings је такође дистрибуирана на Valve-ovoj дигиталној платформи видео игара Steam и на Good Old Games. CD Projekt RED је такође развио трећу игру о вешцу под називом The Witcher 3: Wild Hunt ("Вештац 3: дивљи лов"). Игра је open-world типа, а објављена је 19. маја 2015. године.
Према подацима од 11. јула 2012. прве две видео игре о вешцу имају продатих четири милиона копија на Windows, Mac и Xbox 360. Од 6. фебруара 2013. године та цифра је повећана на пет милиона копија, а од 25. октобра исте године број продатих копија је порастао на шест милиона. Игре су продате у преко 8 милиона копија. Првог јула 2014. године CD Projekt RED је објавио The Witcher: Battle Arena ("Вештац: арена битака"), ово је била free-to-play multiplayer online battle arena игра на мобилним уређајима. Ова видео игра је укинута 31. децембра 2016. године. The Witcher 3: Wild Hunt је у 2015. години постала највише награђивана видео игра икада, са 251. освојеном наградом.

#### Игре картама
Kuźnia Gier je развио две игре картама које се заснивају на видео игри коју је направио CD Projekt RED. Прву је објавио под називом, Wiedźmin: Przygodowa Gra Karciana ("Вештац: авантуристичка игра картама"); док је дурга промовисана под називом Wiedźmin: Promocyjna Gra Karciana ("Вештац: промоционална игра картама"). Промоционална игра картама је у неким земљама додата у колекционарско издање игре The Witcher. Gwent је још једна игра картама која је објављена уз The Witcher 3. У видео игри се такође може играти Gwent као додатна активност. Играчи могу куповати Gwent карте од ликова у игри или добити карте као награду за победу у партији Gwent-a.

#### Друштвена игра
CD Projekt red је заједно са Fantasy Flight Games објавио друштвену игру The Witcher Adventure Game ("Авантуристичка игра вешца"). Физичку и дигиталну форму игре је осмислио Игнаци Трзевичек 2014. године. Дигитална верзија је доступна на Windows, OS X, Android и iOS платформама.